# Liste des tours franques en Grèce

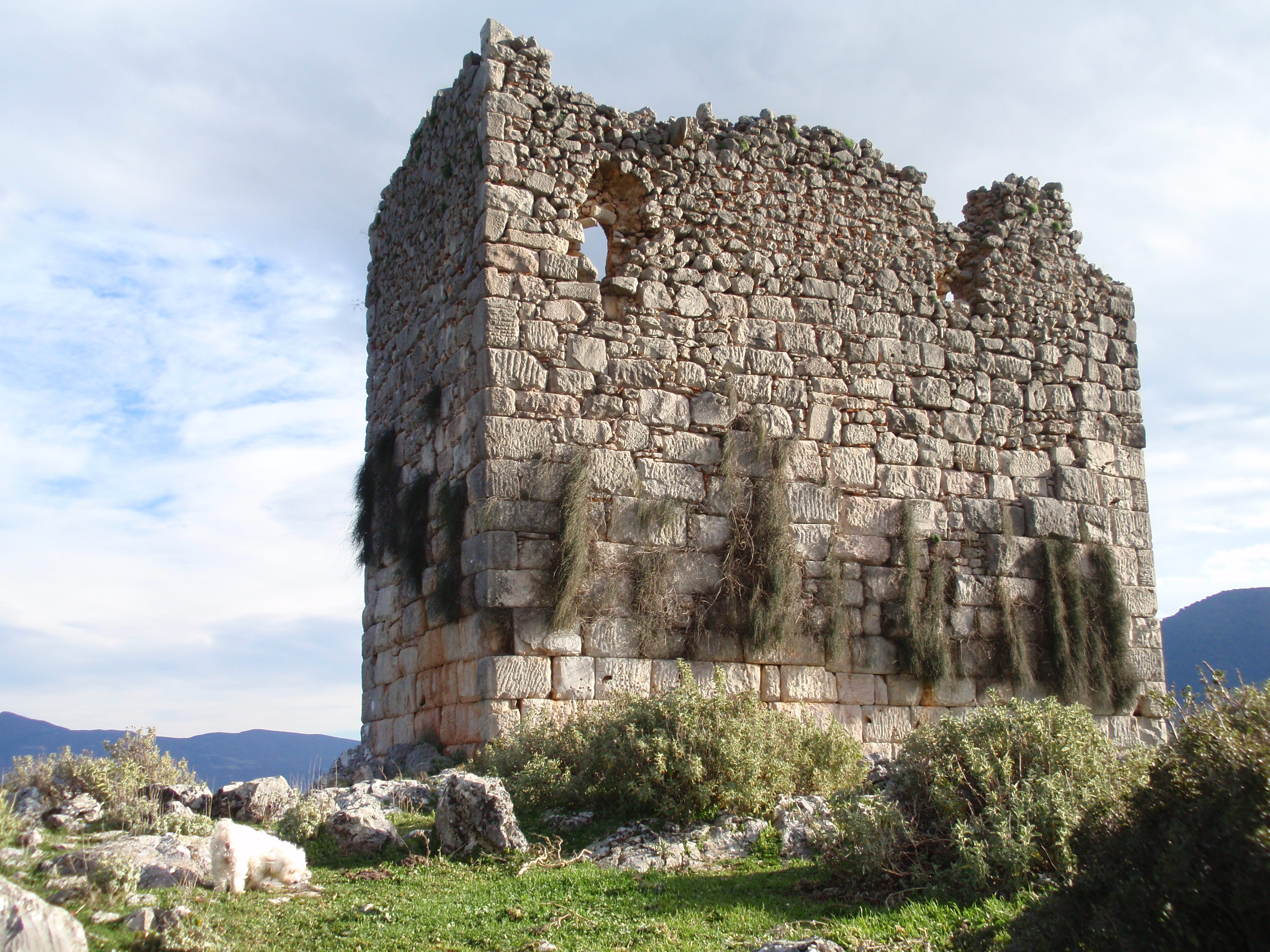
La tour franque de Lilaía.

Les tours franques de Grèce (grec moderne : Φράγκικοι πύργοι / Frángiki Pýrgi) sont des tours construites pendant la période de domination franque en Grèce (environ de 1204 à 1500), soit pour des raisons de défense, soit en tant qu'habitation, par les Croisés francs, dont beaucoup survivent encore jusqu’à aujourd'hui.

## Liste
- Tour franque (Acropole d'Athènes) sur l'Acropole d'Athènes, démolie en 1874
- Tour franque à Agía Marína, en Béotie, disparue depuis le XIXe siècle
- Tour franque (Alíartos) à Alíartos, en Béotie
- Tour franque (Amfíklia) à Amfíklia, en Phthiotide
- Tour franque (Áno Tithoréa) à Àno Tithoréa, en Phthiotide
- Tour franque à Antíkyra, en Béotie, démolie dans les années 1960
- Tour franque (Áskri) à Áskri, en Béotie
- Tour franque (Avlonári) à Avlonári, en Eubée
- Tour franque (Chalandrítsa) à Chalandrítsa, en Achaïe
- Tour franque (Davlia) à Davlia, en Béotie
- Tour franque à Gla, en Béotie, disparue depuis le XIXe siècle
- Tour franque (Hárma) à Hárma, en Béotie
- Tour franque (Kírra) à Kírra, en Phocide
- Tour franque (Coronée) à Coronée, en Béotie
- Tour franque (Liáda) à Markópoulo Mesogéas, en Attique
- Tour franque de Lilaía, en Phocide.
- Tour franque (Livadóstra) à Livadóstra, en Béotie
- Tour franque (Melissochóri) à Melissochóri, en Béotie
- Tour franque d'Oinoi à Marathon, en Attique
- Tour franque (Pánakton) à Pánakton, en Béotie
- Tour franque (Paralímni) à Paralímni, en Béotie
- Tour franque (Parórion) à Parórion, en Béotie
- Tour franque (Polýdrosos) à Polýdrosos, en Phocide
- Tour franque (Pýrgos) à Pýrgos, en Béotie
- Tour franque à Schimatári, en Béotie, démolie pendant la Seconde Guerre mondiale
- Tour franque (Tanágra) à Tanágra, en Béotie
- Tour franque (Tátitza) à Tátitza, en Béotie
- Tour franque (Thísvi) à Thísvi, en Béotie
- Tour franque (Thoúrio) à Thoúrio, en Béotie
- Tour franque (Varnávas) à Varnávas, en Attique
- Tour franque (Vravróna) à Vravróna, en Attique
- Tour franque à Ylíki, en Béotie, disparue sous les eaux du réservoir d'Ylíki
- Tour franque (Ypsilántis) à Ypsilántis, en Béotie